# 辻岡勝美
辻岡 勝美（つじおか かつみ）は、日本の診療放射線技師・研究者。藤田保健衛生大学医療科学部放射線学科准教授。専門はCT（Computed Tomography：コンピュータ断層画像）技術の開発。現時点では最先端のCT装置のシステムとして世界的に標準となっているヘリカルスキャンの開発者。

## 来歴
現在、藤田保健衛生大学医療科学部放射線学科に在職しているが、元々は診療放射線技師として同大学病院放射線部に在籍していた。
藤田保健衛生大学病院放射線部在職2年目に、当時、非常に治安が不安定であったタイのカンボジア国境近辺の難民キャンプに出向し、診療放射線技師として医療チームに加わり、現地の人々へ医療を施した。
近年、CTの撮影方式として標準となっているヘリカルスキャンの原理は、日常生活の中で偶然にアイデアを思いつき、研究・実験を重ねて臨床応用できる基礎を確立した。
ヘリカルスキャンの臨床応用に際して、同大学衛生学部診療放射線技術学科（現在は同大学医学部放射線医学講座教授）の片田和廣と研究開発を推し進めた。
現在、超高速の多列検出器を搭載したCTの臨床応用に関して、同大学病院放射線部主任技師の井田義宏らと研究開発を行っている。特に循環器領域において、心拍同期画像再構成法の開発により、心臓の血行性病変の画像診断に関して、簡便かつ低侵襲な検査技術の確立に力を注いでいる。
同大学においては、CTの内容を中心に、放射線診断機器、放射線発生装置に関する講義を担当している。他に、非放射線分野では、超音波画像診断機器の講義も担当している。
日本国内において、ヘリカルスキャンCTの開発者として非常に著名であり、世界的にも北米放射線学会（RSNA）における発表を行うCT技術の権威である。

## 経歴
- 1979年　名古屋大学医学部付属診療放射線技師学校卒業
- 1994年　愛知工業大学工学部電気工学科Ⅱ部卒業
- 2002年　愛知工業大学大学院工学研究科博士課程修了
- 藤田保健衛生大学衛生学部診療放射線技術学科助手
- 1998年　藤田保健衛生大学衛生学部診療放射線技術学科講師
- 2003年　藤田保健衛生大学衛生学部診療放射線技術学科准教授（当該学部学科は、2008年より医療科学部放射線学科に改編）

## 学位・専門分野
愛知工業大学大学院工学研究科より、工学博士の学位の授与はされてはいない。
CT技術（特にヘリカルCT）、放射線発生装置（X線管・高電圧発生装置）、超音波画像診断装置、放射線画像工学を専門とする。